# Суходолье (Брянская область)
Суходолье — село в Стародубском муниципальном округе Брянской области.

## География
Находится в южной части Брянской области на расстоянии приблизительно 11 км по прямой на юго-восток от районного центра города Стародуб.

## История
В 1859 году здесь (село Стародубского уезда Черниговской губернии) было учтено 30 дворов, в 1892 — 56. До 2019 года входило в состав Мишковского сельского поселения, с 2019 по 2020 год в состав Десятуховского сельского поселения Стародубского района до их упразднения.

## Население
Численность населения: 323 человека (1859 год), 308 (1892), 27 человек в 2002 году (русские 96 %), 13 в 2010.